# Balkanabat
Balkanabat (turcomano: Balkanabat, ruso: Балканабат), anteriormente Nebit Dag, es una ciudad en el oeste de Turkmenistán, y la capital de la provincia de Balkan. Se ubica a una altitud de 5 metros sobre el nivel del mar, a 400 kilómetros de Asjabad.

## Demografía
Según estimación 2010 contaba con una población de 90.149 habitantes.

## Industria, economía y transporte
Es un centro industrial de petróleo y producción de gas natural. La ciudad está conectada a Asgabat por Turkmenistan Airlines, así como por tren y autobús.

## Nombre e historia
El nombre anterior, Nebit Dag, significa "Montaña de petróleo" en la lengua turcomana, y lleva el nombre de la gran montaña de los Balcanes Daglary gama. Fue fundada en 1933, como una de la parada del ferrocarril Trans-Caspio.